# Tit Ebuci Helva
Tit Ebuci Helva (llatí: Titus Aebutius T. f. Helva Flavus) va ser un magistrat romà. Formava part de la gens Ebúcia, i era de la família patrícia dels Ebuci Helva.
Va ser elegit cònsol junt amb Publi Veturi Gemí Cicurí el 499 aC, any en què es va assetjar Fidenes i es va conquerir Crostumèria. L'any 498 aC va ser magister equitum del dictador Aulus Postumi Albus i va participar en la gran batalla del Llac Regil, on actuava de comandant de l'ala esquerra. Va combatre cos a cos amb Octavi Mamili, a qui va travessar el braç esquerre.